# Astrid Koppen

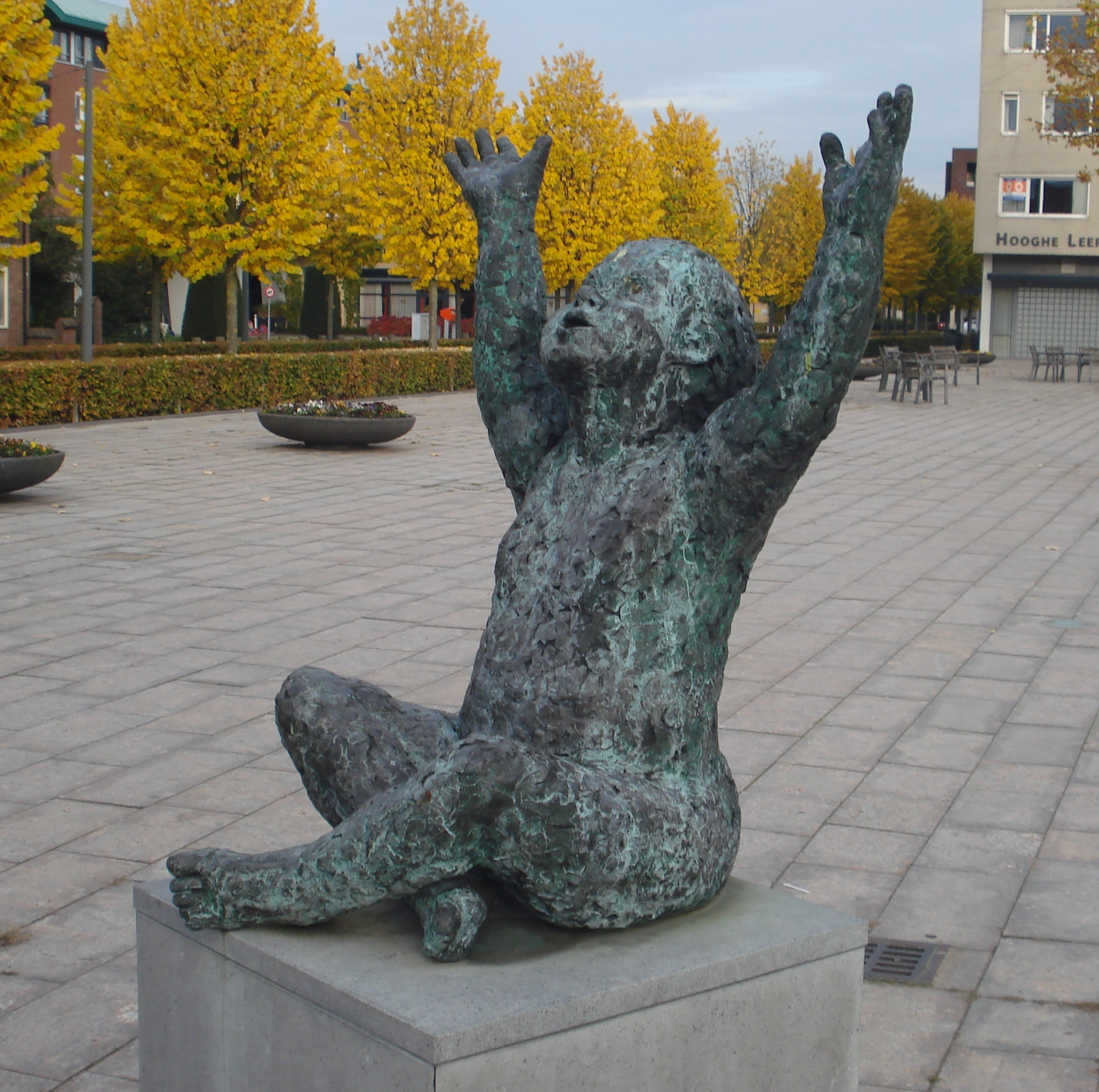
Detail Vredesmonument (2004)

Astrid Koppen (Utrecht, 1952) is een Nederlands beeldhouwer en tekenaar. Ze wordt ook vermeld als Astrid Veldhuyzen of Astrid Veldhuyzen-Koppen.

## Leven en werk
Koppen werd opgeleid aan de Academie voor Schone Kunsten in België. Ze volgde daarna een opleiding in de keramiek in Gouda. In 1993 opende ze in Heelsum haar eigen atelier 'In Beeld'. Koppen maakt figuratieve beelden in klei, beton en brons, waarin de mens een grote rol speelt.

## Enkele werken
- 2004 - Wind tegen, bij de vrouwengevangenis Ter Peel in Evertsoord.
- 2004 - Monument Waalwijk 700, Raadhuisplein, Waalwijk
- 2004 - Vredesmonument, Vredesplein, Waalwijk
- 2007 - Papendrecht 900 jaar, Veerweg, Papendrecht
- 2007 - Wachters van de dijk, Lelystad[2]
- 2008 - Fluitspeelster, Visseringlaan, Emmeloord
- 2014 - Zwaaiende vrouw met kind, ter hoogte van het voormalig Station Waalwijk
- 2008 - Samen leven, Sommelsdijk
- beeldje van de Rotterdam Marketing Award, in 2014 uitgereikt aan Martin van Waardenberg

## Foto's

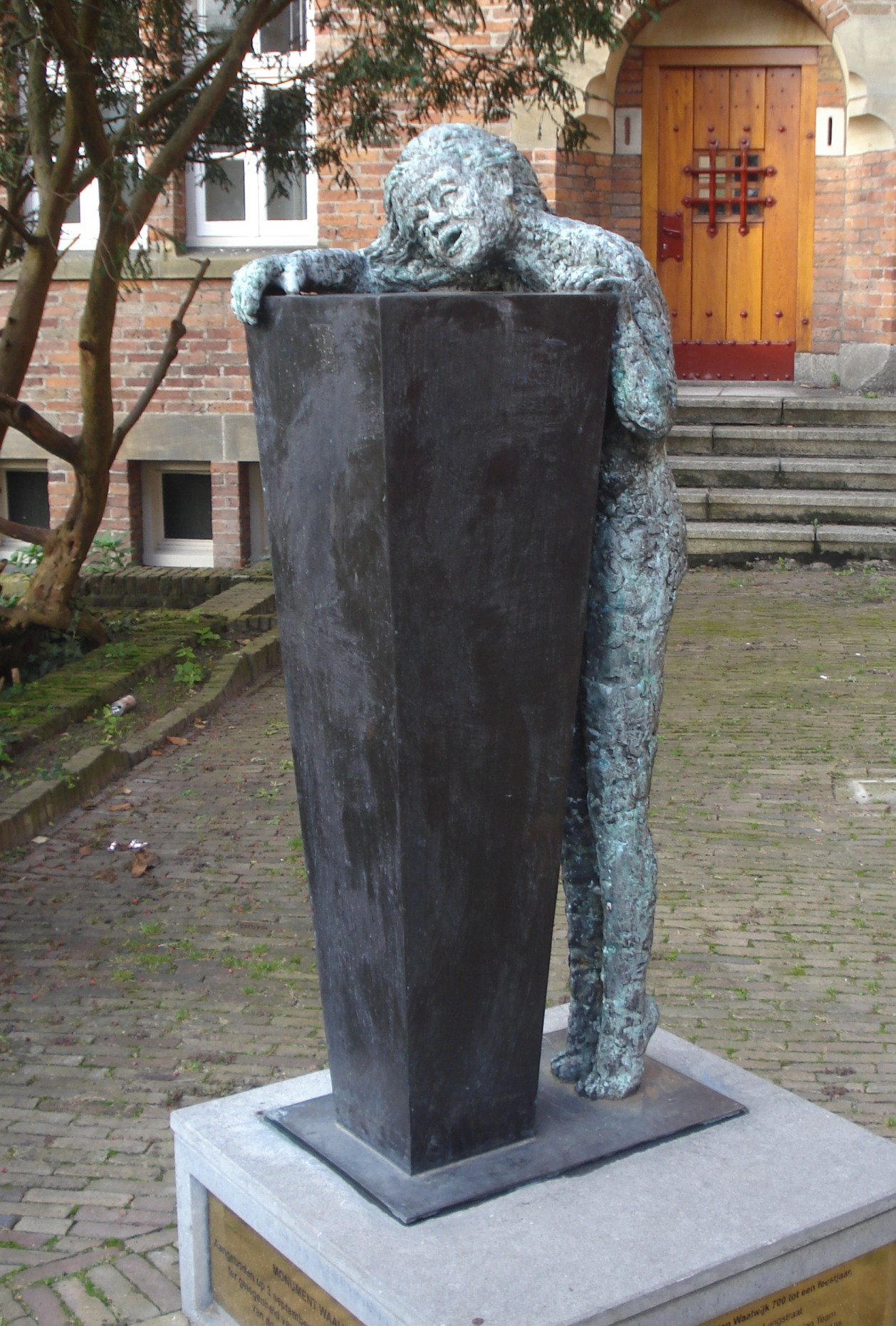
Monument Waalwijk 700
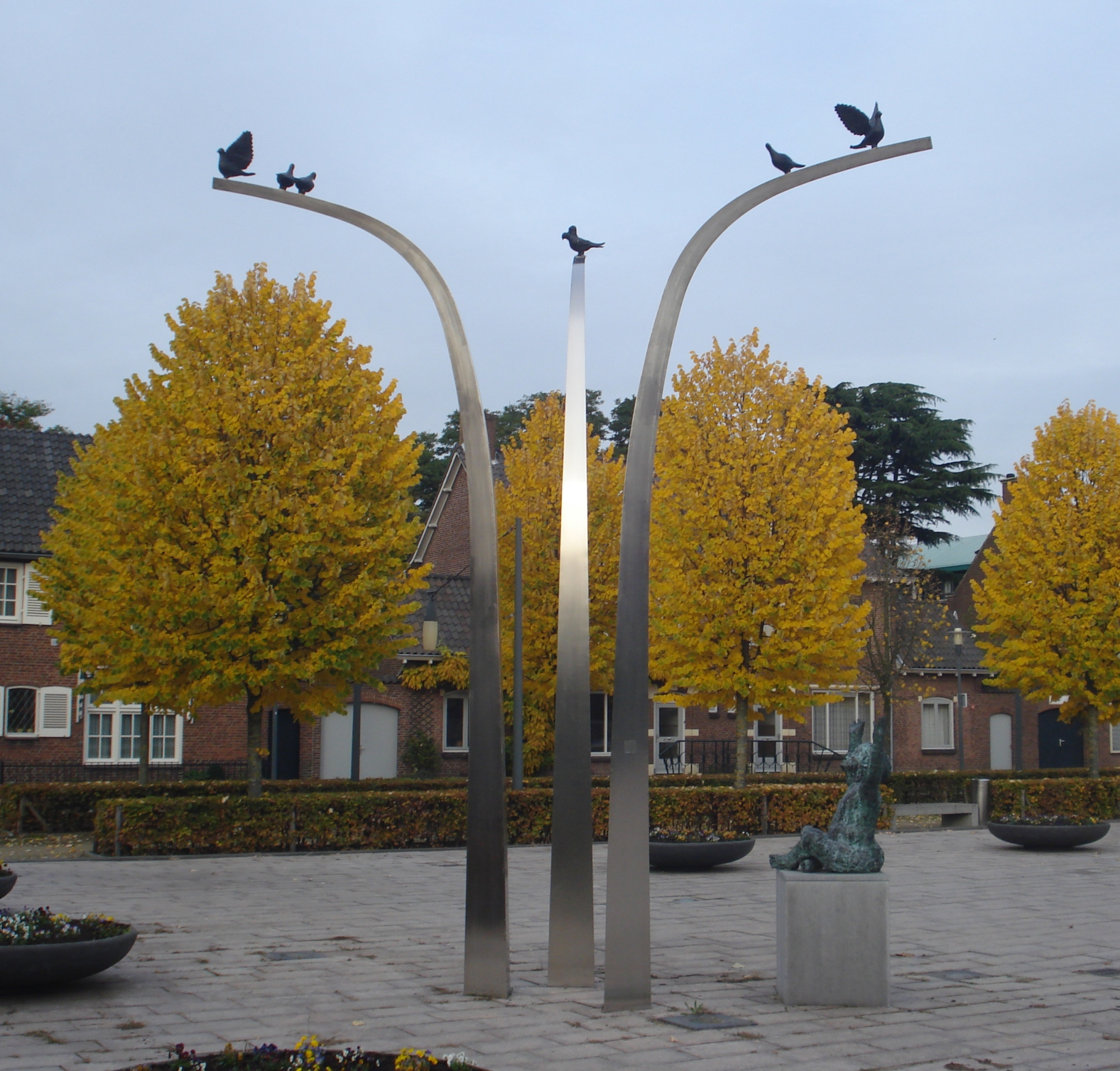
Vredesmonument
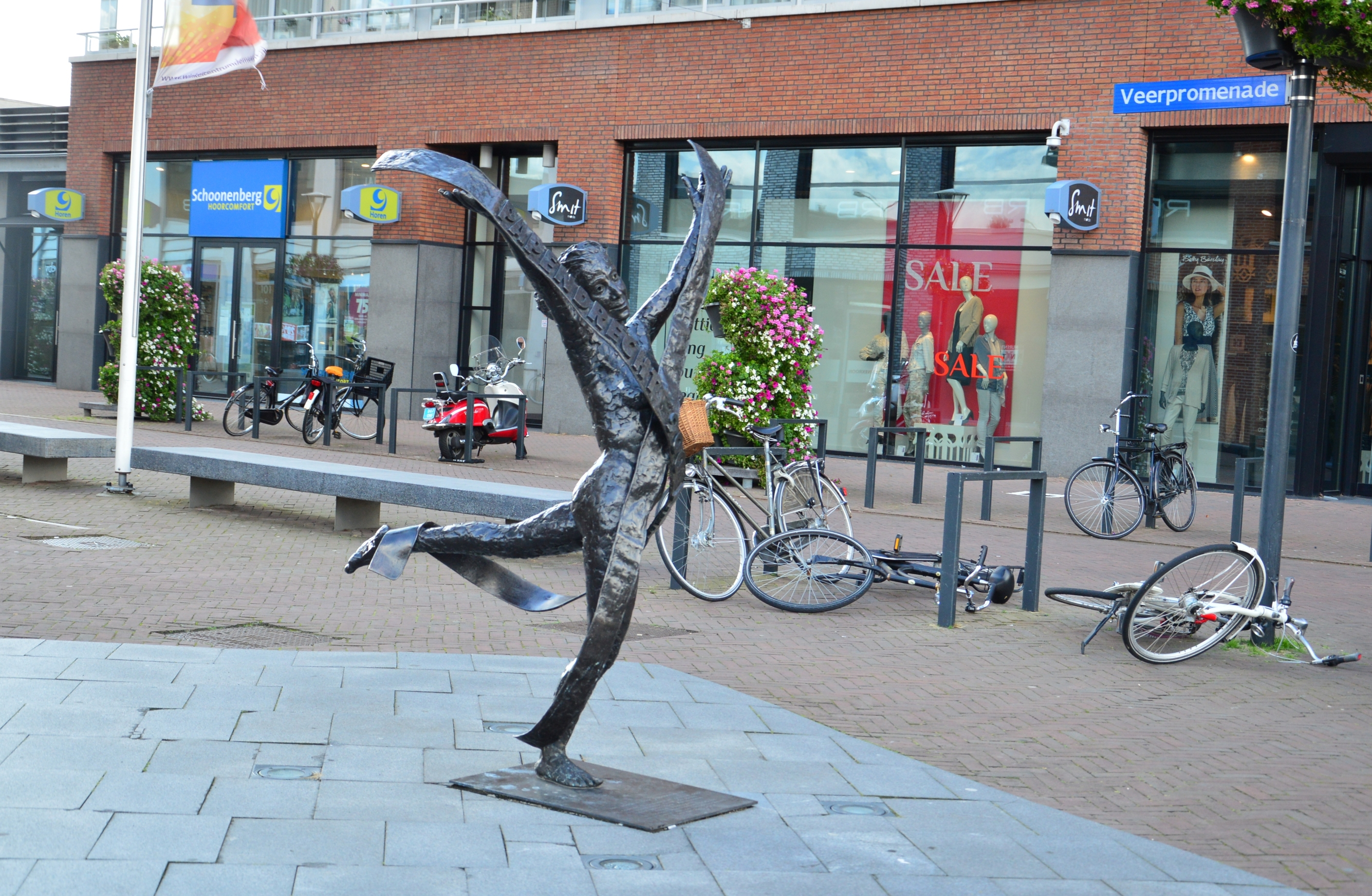
Papendrecht 900 jaar